# Thomas Byberg
Thomas Hedvin Byberg (18. září 1916 Hommelvik – 13. října 1998 Trondheim) byl norský rychlobruslař.
Závodil za kluby Hommelvik Idrettslag a Trondhjems Skøiteklub. Startoval na neoficiálním Mistrovství Evropy 1946, kde se umístil na 12. místě. Zúčastnil se závodu na 500 m na Zimních olympijských hrách 1948, ve kterém získal stříbrnou medaili.